# Alekséyevka (Bélgorod)
Alekséyevka (ruso: Алексе́евка) es una ciudad rusa perteneciente a la óblast de Bélgorod. 
En 2021, la ciudad tenía una población de 36 578 habitantes, por lo que es la quinta ciudad más poblada de la óblast y el principal centro urbano de su zona oriental.
Se ubica en el extremo oriental de la óblast, unos 180 km al este de la capital regional Bélgorod, y a orillas del río Tíjaya Sosná. Por la ciudad pasa la carretera 14K-1, que une Bélgorod con el sur de la óblast de Vorónezh a través de Novi Oskol.

## Historia
Fue fundado en 1685 como una slobodá, y en el siglo XVIII se integró en la gobernación de Vorónezh. Durante décadas fue una localidad habitada por cosacos ucranianos en el contexto histórico de la Ucrania Libre, dedicándose sus habitantes a defender el territorio ruso frente a las razias tártaras del kanato de Crimea. En las décadas posteriores, la desaparición de la amenaza fronteriza convirtió al pueblo en un asentamiento agrícola común.
A partir de 1829, se desarrolló como un importante centro de fabricación de aceite de girasol, con varias fábricas importantes en los alrededores, por lo cual en 1877 ya superaba los catorce mil habitantes. Sin embargo, el hecho económico más decisivo para el desarrollo urbano tuvo lugar a finales del siglo XIX, cuando se desarrolló la extracción de petróleo en esta zona del Chernozem Central. En 1895 se abrió una estación de ferrocarril en la línea de Járkov a Balashov.
En 1918, tras el colapso del Imperio ruso en la Primera Guerra Mundial, pasó a albergar la capital de su propio uyezd, que hasta entonces estaba en Biriuch. Según el tratado de Brest-Litovsk, pasó a formar parte del Hetmanato ucraniano, con un 60% de habitantes de origen ucraniano; sin embargo, la población local prefirió unirse a Rusia, y en la Unión Soviética quedó desde 1928 clasificada como un posiólok, capital de su propio raión en la óblast de Vorónezh. Las autoridades soviéticas, pese a incluir la localidad en la jurisdicción rusa, fomentaron el uso local del idioma ucraniano como parte de la política de korenización.
En 1939 adoptó el estatus de asentamiento de tipo urbano. En 1954 pasó a formar parte de la óblast de Bélgorod y adoptó el estatus de ciudad. Desde 1963 pasó a ser una ciudad directamente subordinada a la óblast, con administración separada de su raión homónimo. En 2018, el ayuntamiento urbano de Alekséyevka se fusionó con todos los asentamientos rurales del vecino raión (en el que se había reintegrado a efectos de autogobierno local en 2004) y todo el territorio pasó a autogobernarse como un único ókrug urbano.

## Administración
A efectos de desconcentración administrativa de los órganos federales y de la óblast, es la sede administrativa del raión homónimo. Sin embargo, la ciudad en sí no forma parte administrativamente del raión, sino que está constituida como una zona bajo jurisdicción directa de la óblast, junto al límite con los vecinos raiones de Krásnoye y Krasnogvardéiskoye y la vecina óblast de Vorónezh. Pese a ello, a efectos de autogobierno local es desde 2018 la sede de un ókrug urbano, en el que el ayuntamiento de la ciudad extiende su jurisdicción sobre todo el raión.